# Crématorium de Golders Green
Le crématorium de Golders Green est un crématorium anglais créé en 1902 à Hoop Lane, près de Finchley Road, Golders Green, à Londres. Il est classé monument de Grade II en 1981.

## Histoire

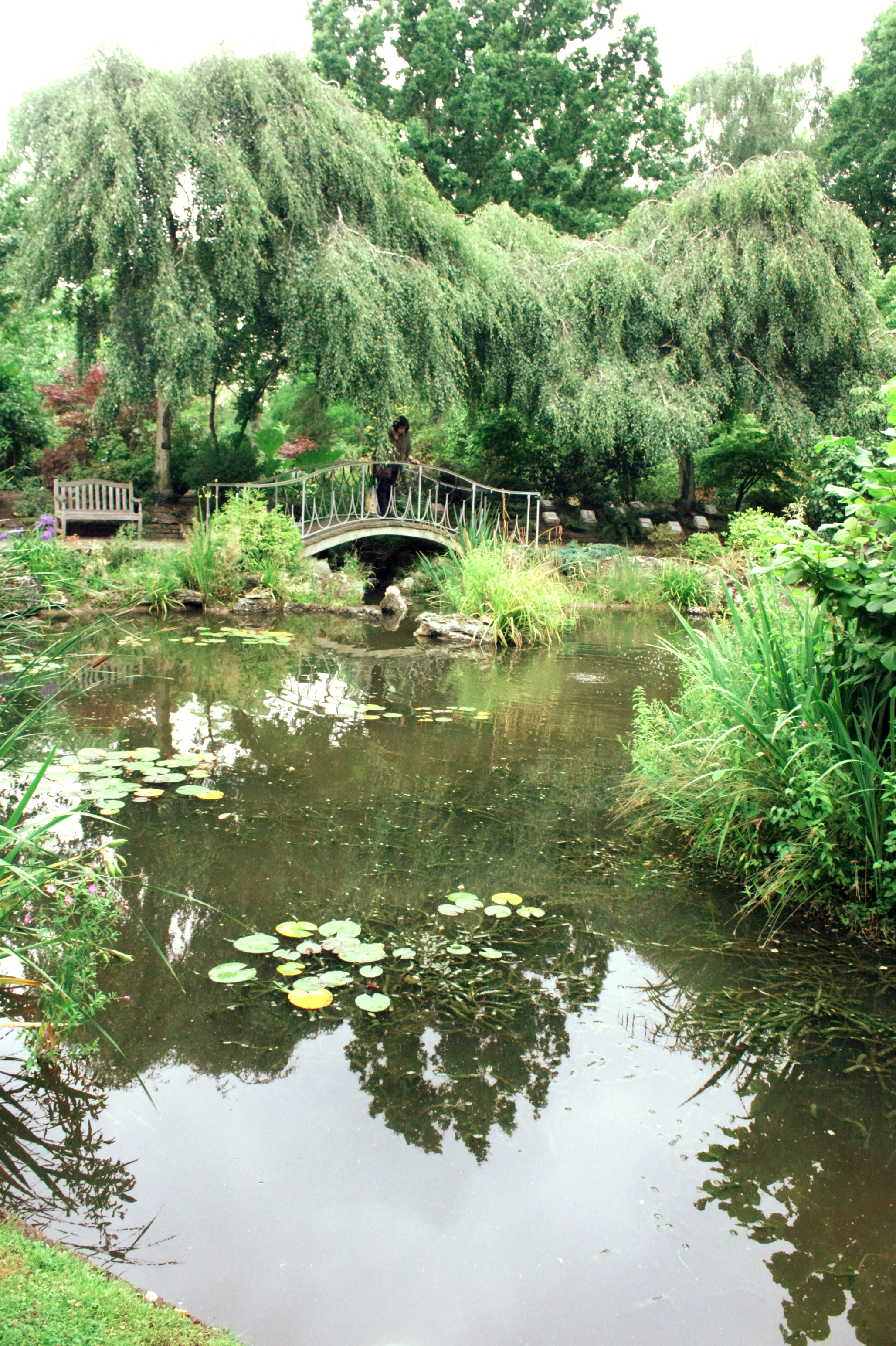
Le jardin japonais

La crémation devient légale au Royaume-Uni en 1885. La London Cremation Society s'organise pour créer un crématorium à Londres. Les architectes Ernest George et Alfred Yeates établissent les plans, tandis que William Robinson s'occupe des jardins.
Il ouvre en 1902 et est modifié jusqu'en 1928. L'installation est achevée en 1939.

## Monuments remarquables
Les jardins du crématorium sont inscrits en Grade I du registre national des parcs et jardins historiques. Le mausolée de la famille Philipson, conçu par Edwin Lutyens, est un bâtiment classé Grade II * sur la National Heritage List for England. Le bâtiment du crématorium, divers monuments commémoratifs, le mausolée de Martin Smith et la statue Into The Silent Land d'Henry Alfred Pegram  sont classés Grade II.

## Personnalités incinérées à Golders Green

### Incinérées et cendres déposées ici
- Larry Adler, musicien
- Kingsley Amis, écrivain
- Enid Blyton, écrivaine
- Marc Bolan, musicien
- James Dewar, chimiste et inventeur de la thermos
- Millicent Fawcett, féministe
- Kathleen Ferrier, chanteuse
- Anna Freud, psychanalyste
- Sigmund Freud, psychanalyste
- Ernő Goldfinger, architecte
- Joyce Grenfell, actrice
- Margaret Lindsay Huggins, astronome
- Keith Moon, musicien
- Ivor Novello, acteur et lyriciste
- Anna Pavlova, ballerine
- Peter Sellers, acteur
- Bram Stoker, écrivain
- A. J. P. Taylor, historien
- Barbara Windsor, actrice
- Victoria Wood, actrice

### Incinérées ici, cendres déposées ailleurs
- Peggy Ashcroft, actrice
- Ernest Bevin, homme politique
- Neville Chamberlain, homme politique et premier ministre
- T. S. Eliot, poète et critique littéraire
- W. S. Gilbert, dramaturge
- Eric Hobsbawm, historien
- Rudyard Kipling, écrivain
- Alexander Korda, producteur
- Vivien Leigh, actrice
- Alice Liddell, amie de Lewis Carroll
- Louise du Royaume-Uni, princesse
- Edwin Lutyens, architecte
- Charles Rennie Mackintosh, architecte
- Dudley Pound, amiral
- Ernest Rutherford, physicien
- Dorothy L. Sayers, écrivaine
- George Bernard Shaw, dramaturge et essayiste
- H. G. Wells, écrivain
- Ralph Vaughan Williams, compositeur
- Amy Winehouse, chanteuse

## Galerie

Golders Green Crematorium
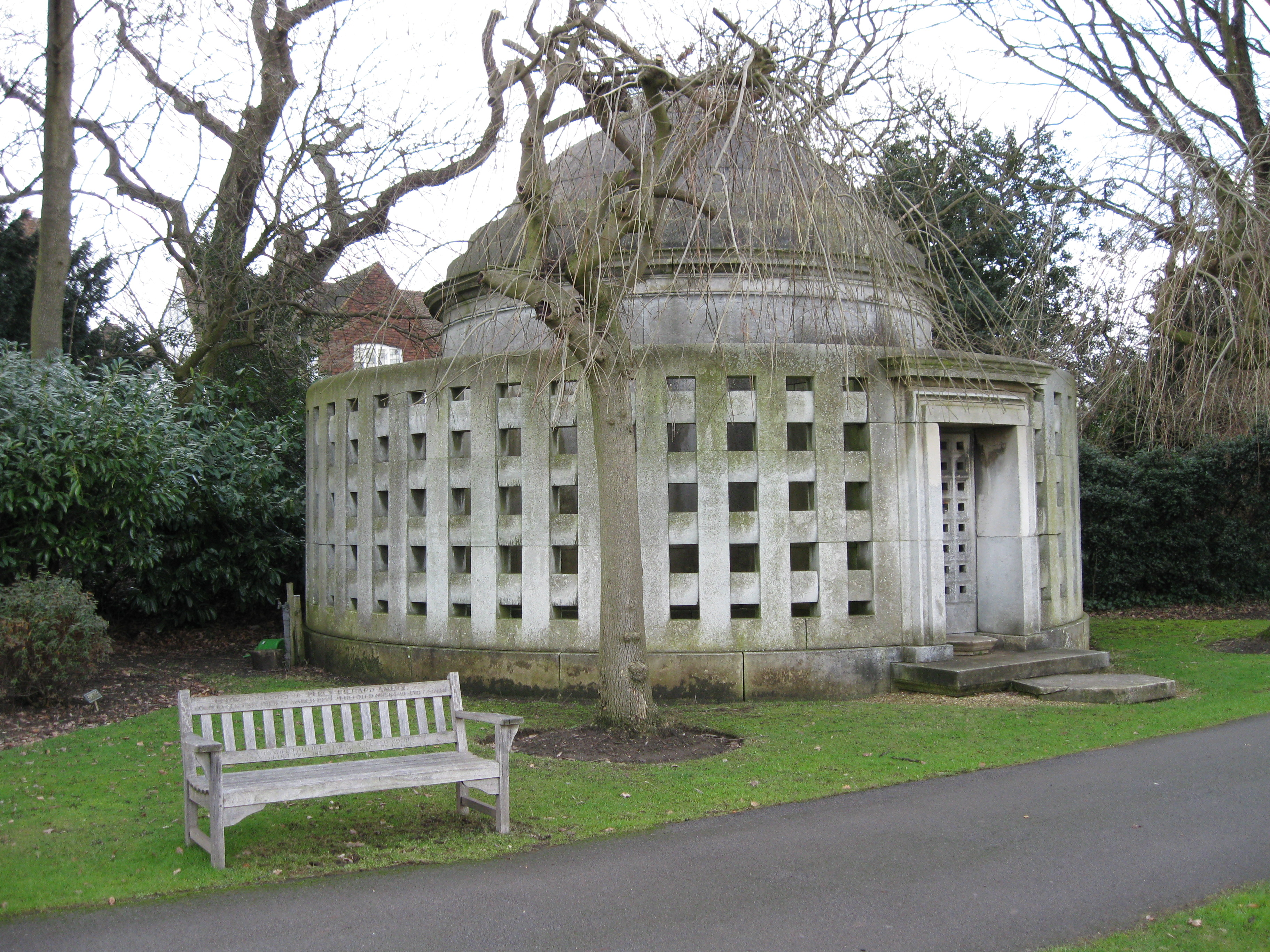
Mausolée Philipson.
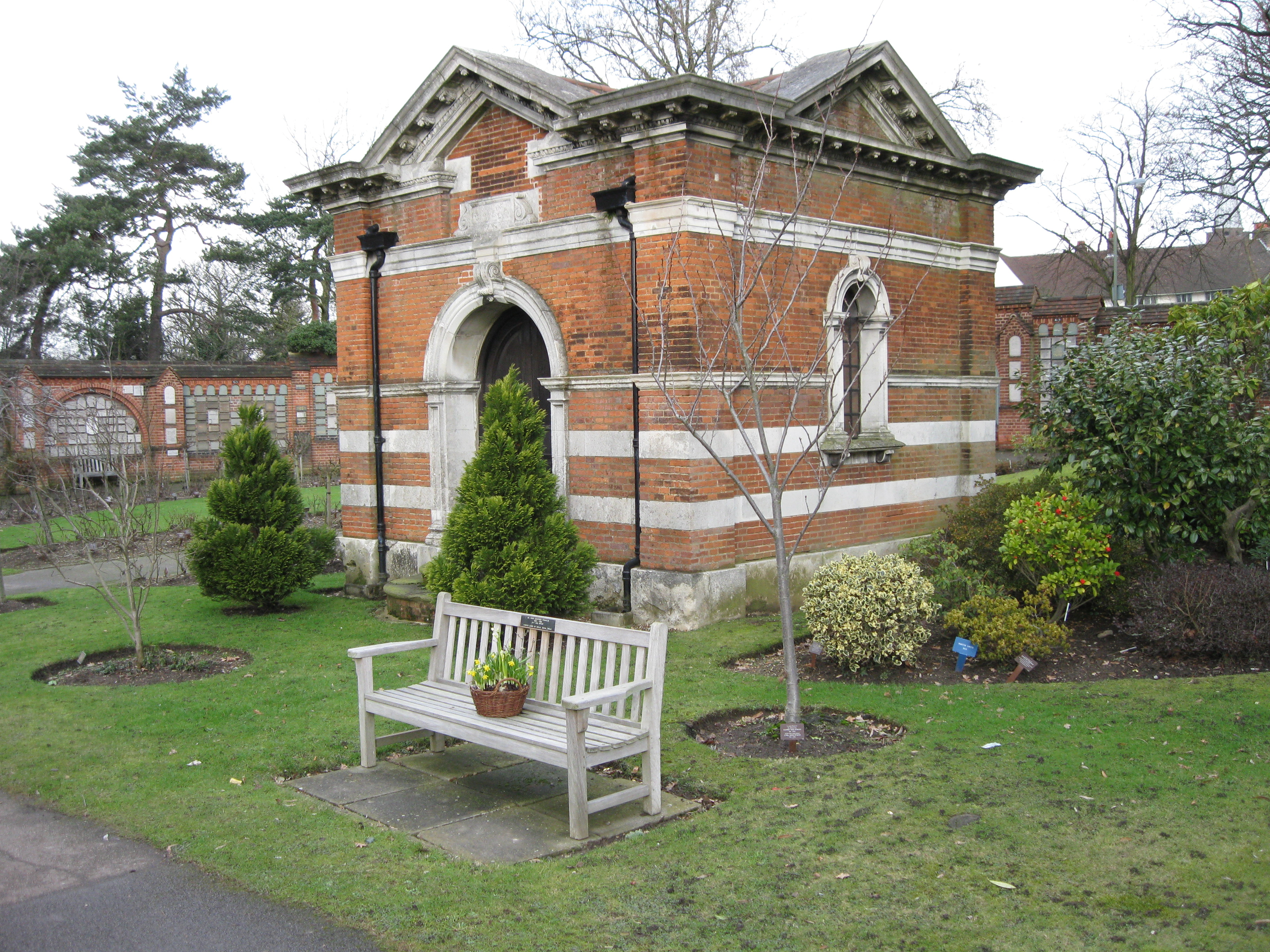
Mausolée Smith.
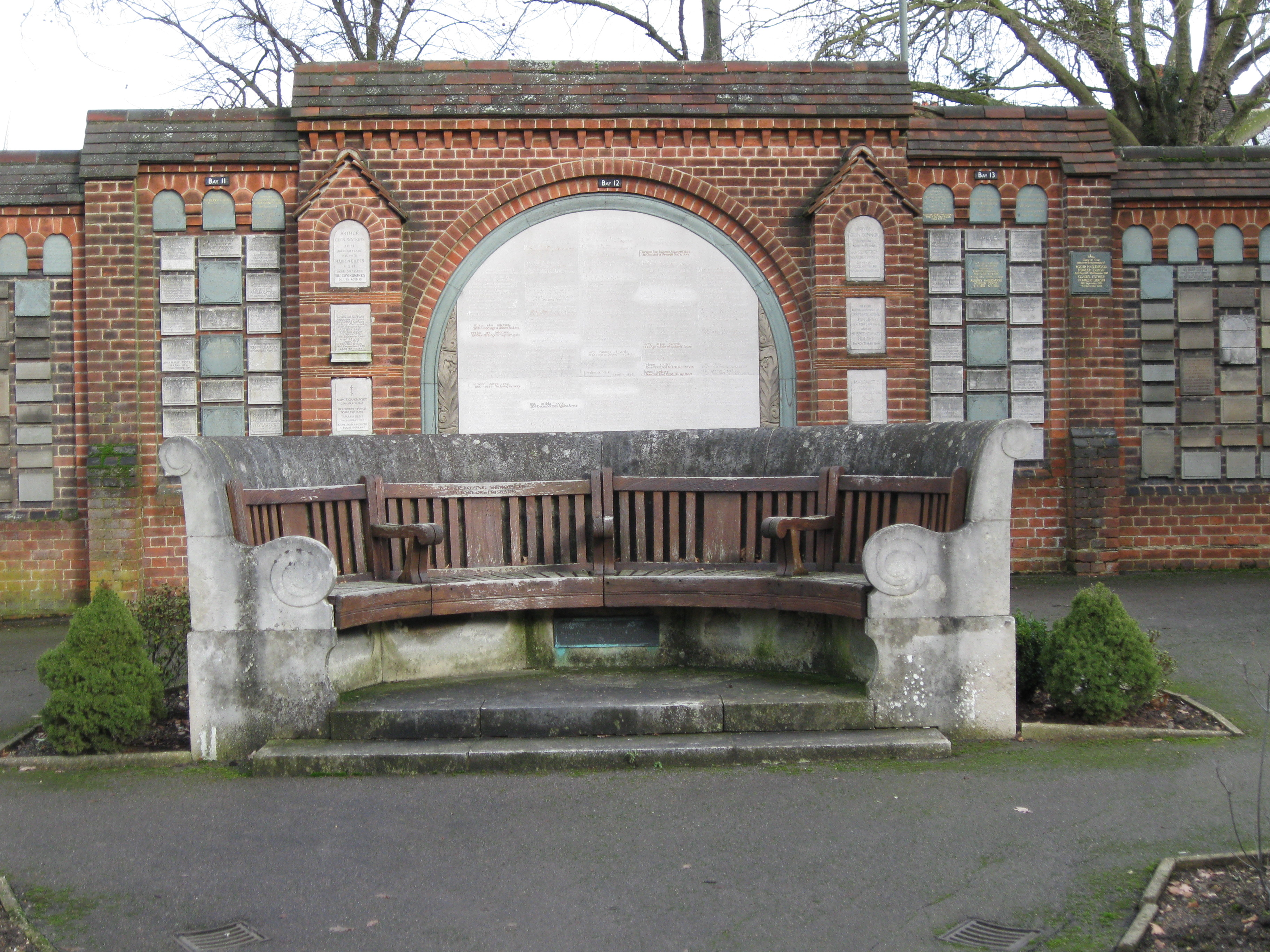
Banc.
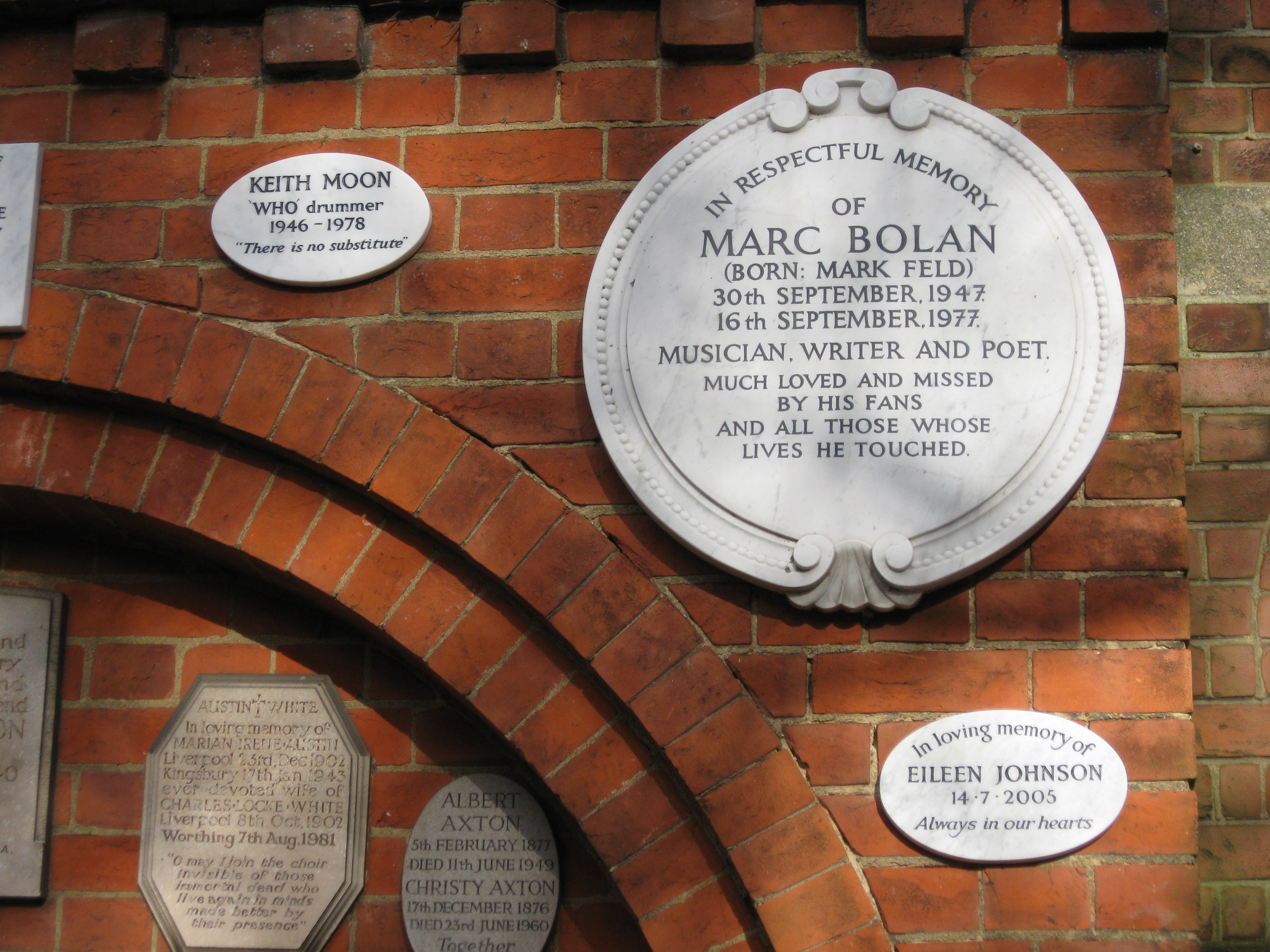
Plaques commémoratives.
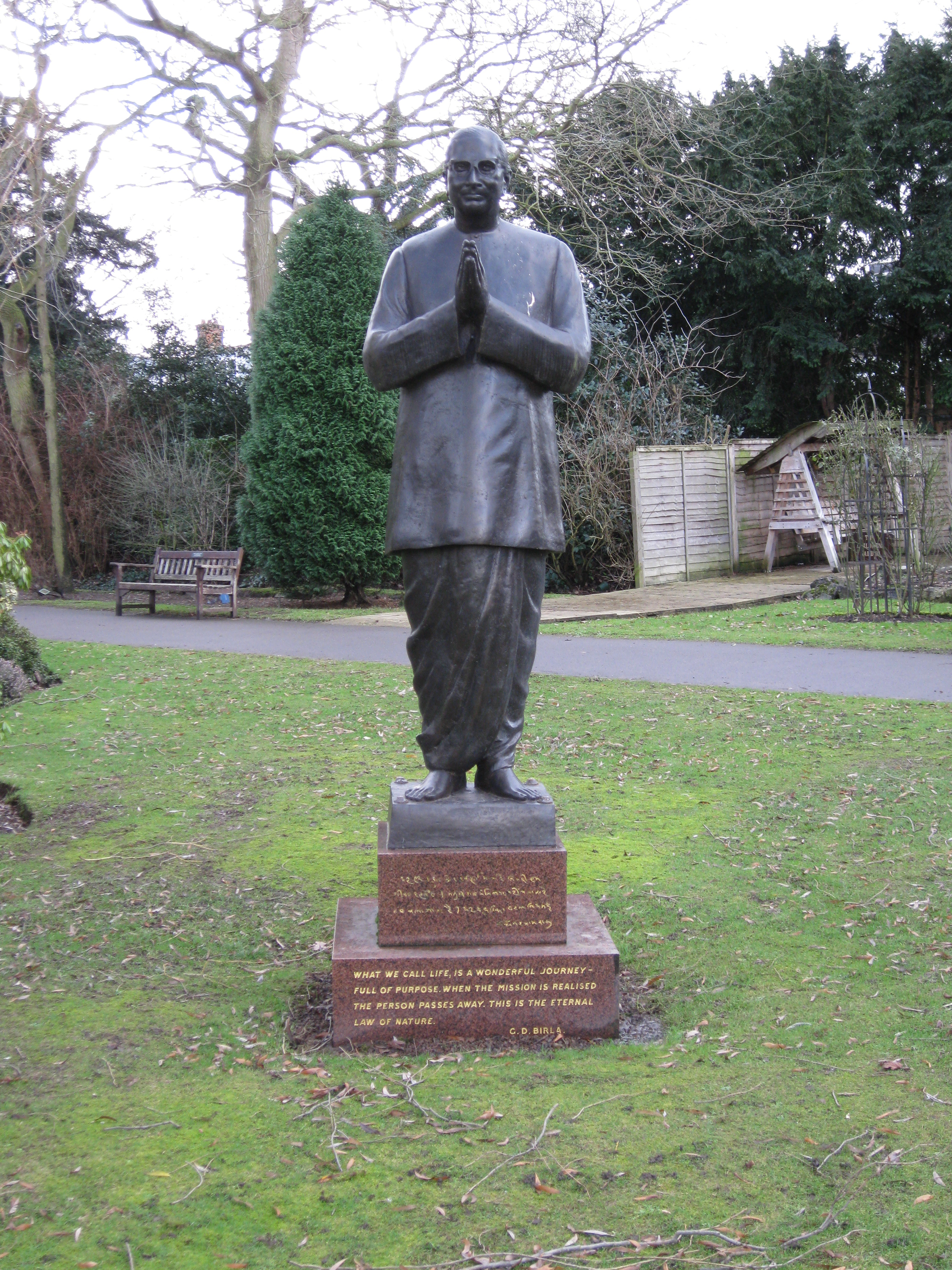
Statue de Ghanshyam Das Birla.
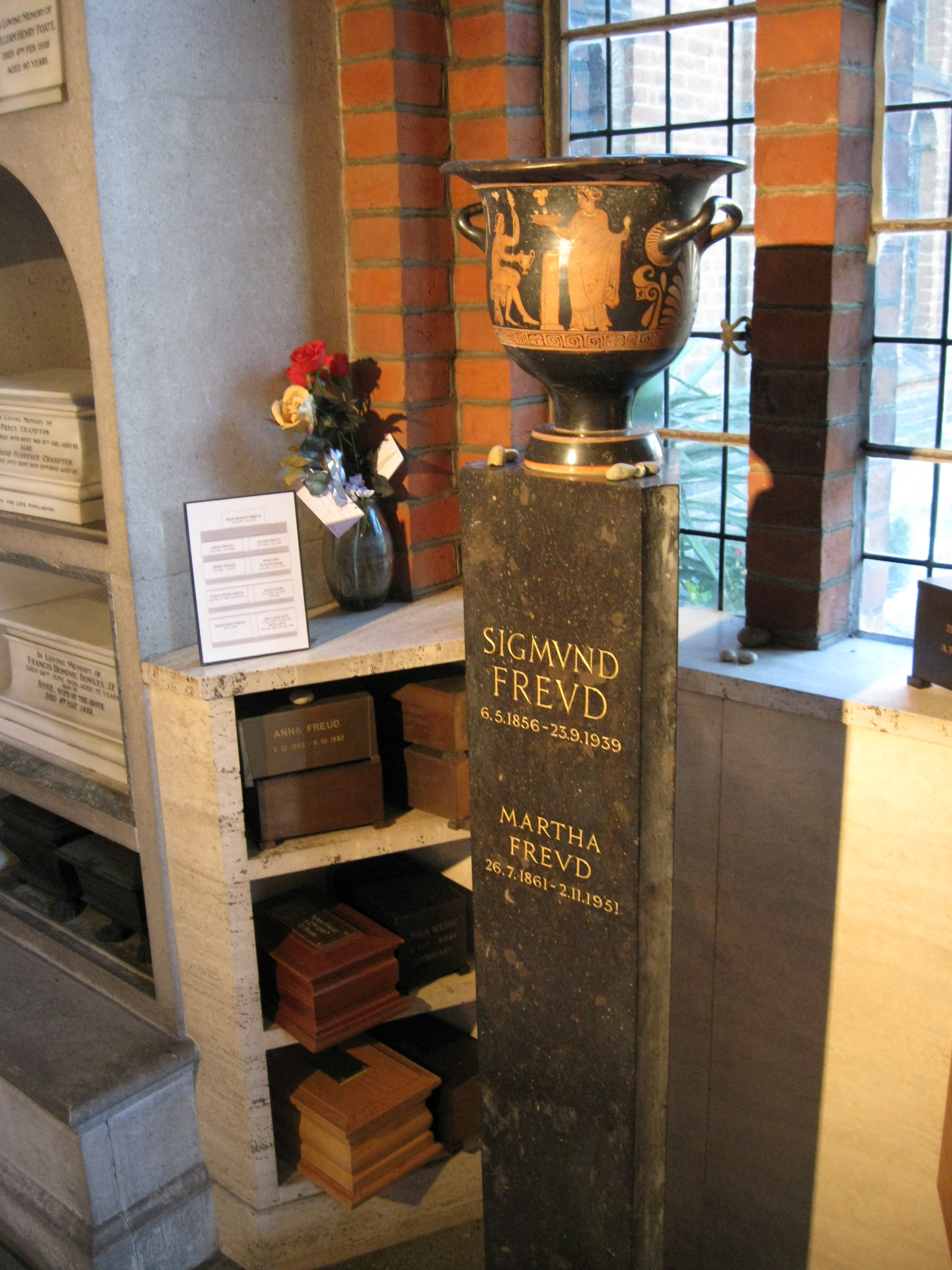
Freud Corner.
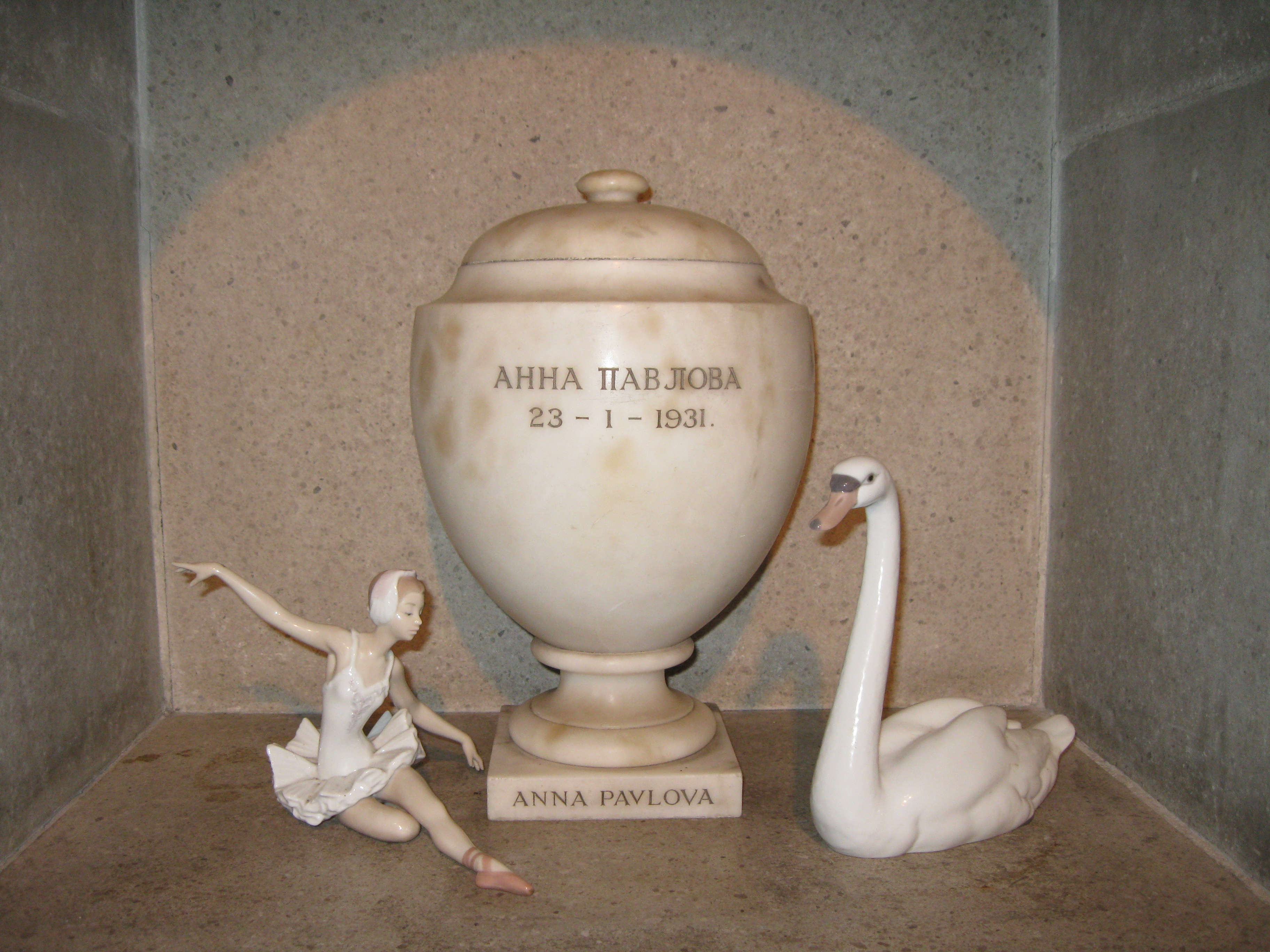
Urne d'Anna Pavlova.
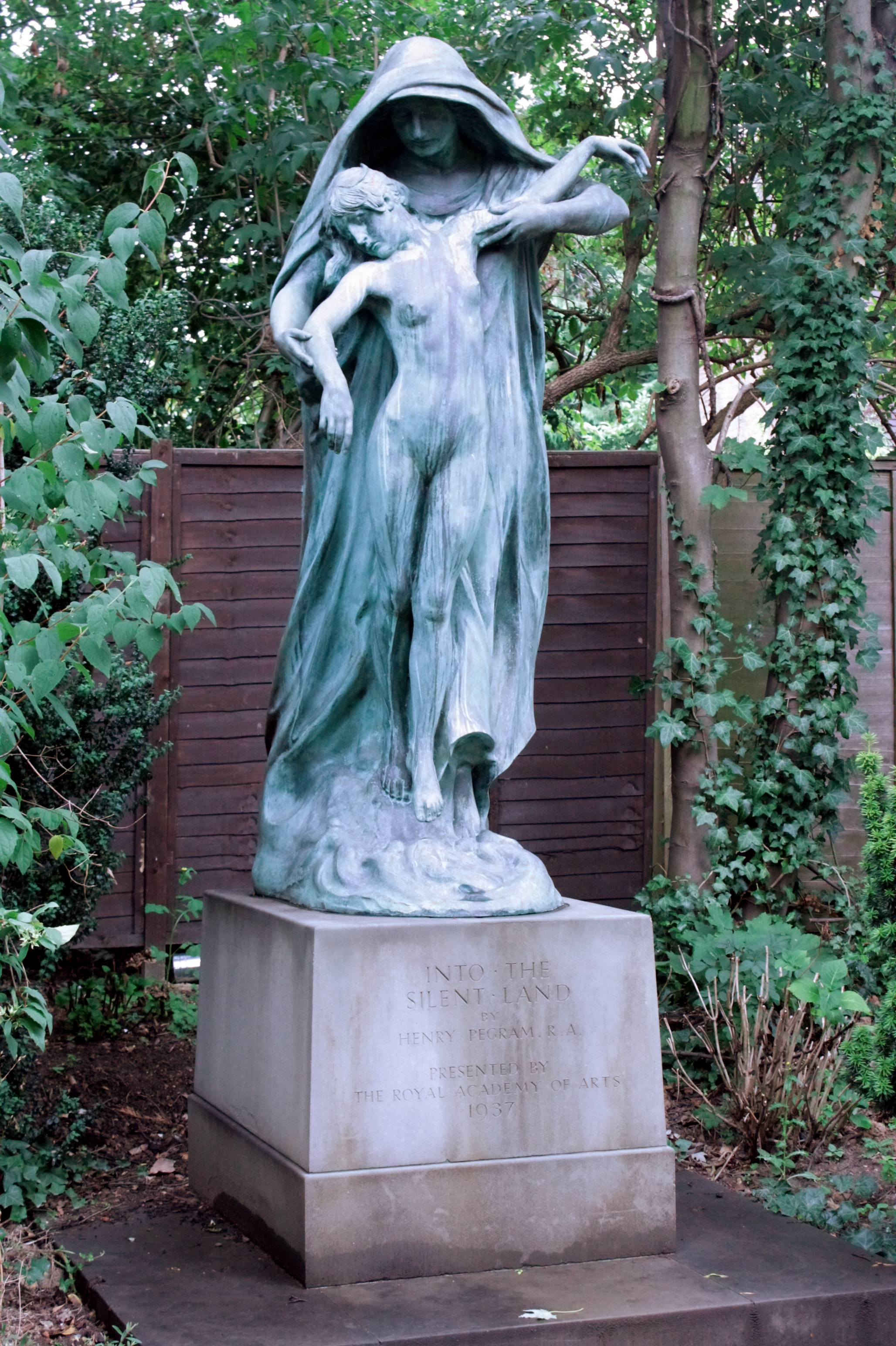
Into the Silent Land.